# Konstandinos Kalojanis
Konstandinos Kalojanis, gr. Κωνσταντίνος Καλογιάννης (ur. 2 lutego 1918 w Karditsie, zm. 31 lipca 2006) – grecki polityk i prawnik, parlamentarzysta krajowy, od 1981 do 1984 poseł do Parlamentu Europejskiego I kadencji.

## Życiorys
Syn Grigoriosa. Z zawodu prawnik. Zaangażował się w działalność polityczną w ramach Nowej Demokracji. W 1974 i 1977 wybierany do Parlamentu Hellenów z okręgu Karditsa. W 1981 wybrany posłem do Parlamentu Europejskiego, przystąpił do Europejskiej Partii Ludowej. Został wiceprzewodniczącym Komisji ds. Transportu (1982–1984), należał też m.in. do Komisji ds. Rolnictwa.
Żonaty z Eleni (Nitsą) Alamani, mieli czworo dzieci.